# Locució llatina

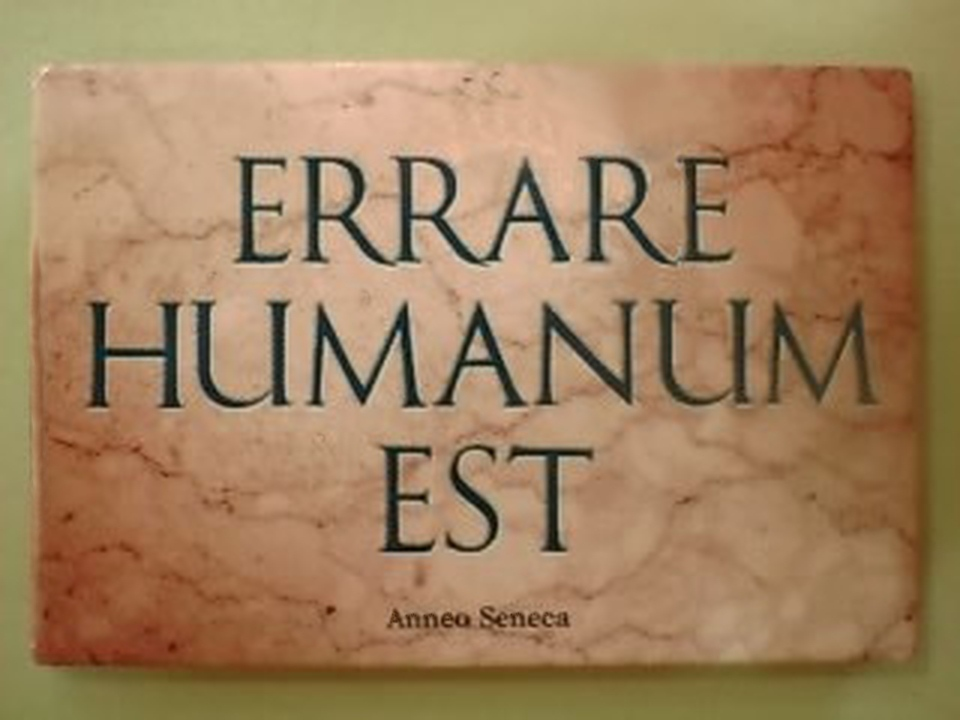
«Errar és humà».

Les locucions llatines són expressions en llatí que s'utilitzen en català amb un significat més o menys pròxim a l'original. En l'ús popular aquestes locucions es coneixen com a «llatinades». Atès que el llatí va ser la llengua d'expressió cultural i científica a Europa fins al segle xviii, moltes locucions han perviscut en el llenguatge jurídic, filosòfic, tècnic, religiós, mèdic i científic. N'hi ha moltes, també, que formen part del lèxic quotidià i operen un enllaç entre les llengües modernes i el llatí, el qual manté una actualitat tot i que oficialment és una llengua morta.
En l'ús de les locucions llatines hi ha a més a més una actitud mixta, pel fet que, de vegades, són usades per persones que no coneixen bé la llengua llatina, i això és motiu d'errors freqüents. Així s'entén de vegades l'expressió de motu proprio quan l'ús correcte és sense preposició, ja que es tracta d'un ablatiu, i cal dir motu proprio. El mateix passa amb a grosso modo, que no admet la preposició pel mateix motiu (cal dir grosso modo).
Generalment, les expressions llatines, per desconeixença són atribuïdes a altres orígens. Un exemple és Requiescat in pace (RIP), que acostuma a ser entès com a original de la llengua anglesa i confós amb la seva traducció Rest in peace. El mal ús del llatí, per altra banda, és satiritzat en Fray Gerundio de Campazas, novel·la castellana del segle xviii escrita pel pare Isla.

## Pronunciació llatina

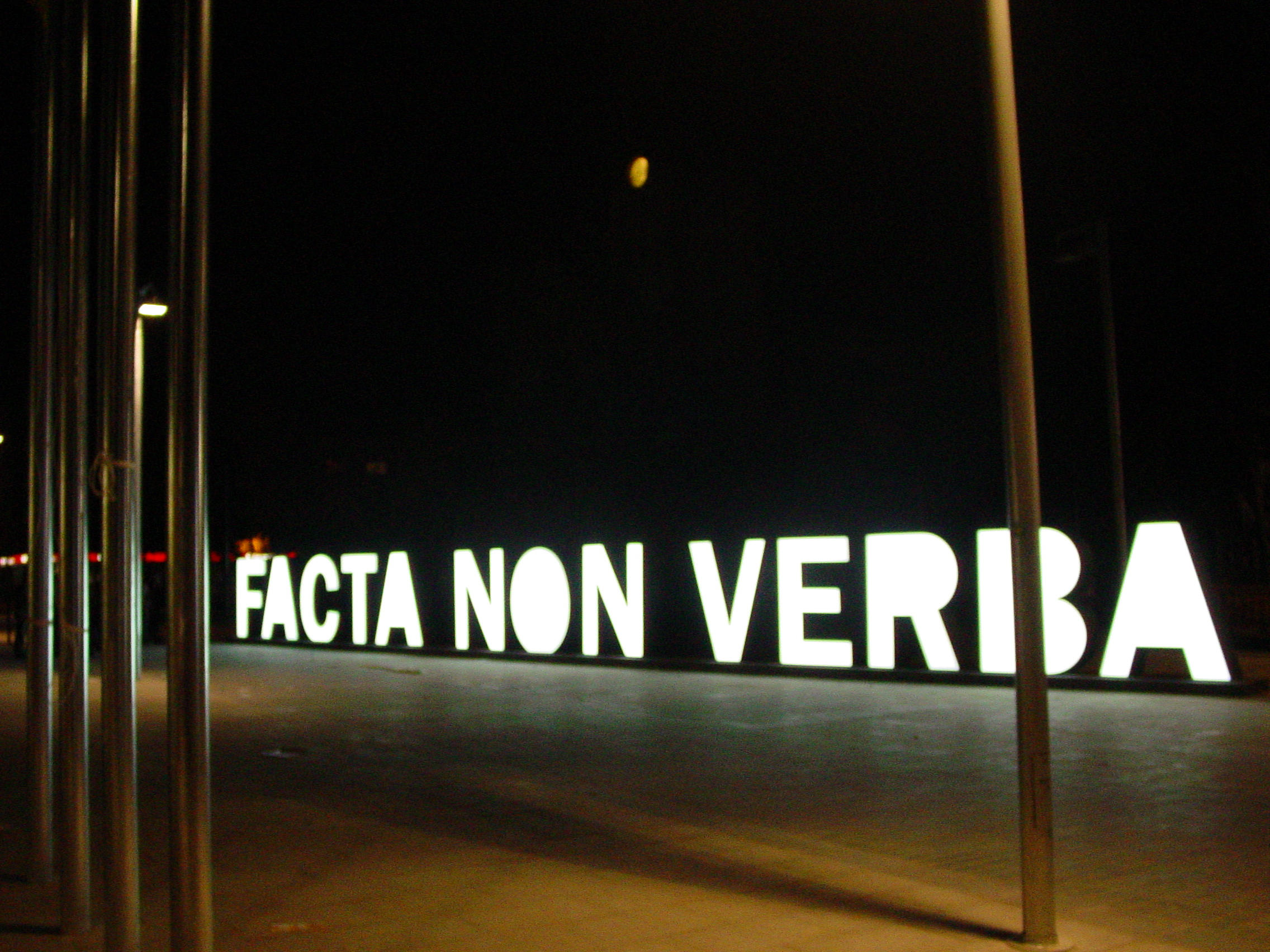
Facta non verba a Cerdanyola del Vallès

La pronunciació del llatí és un assumpte debatut entre filòlegs, lingüistes i historiadors, encara que és un problema que afecta la parla popular, no a l'ús culte. Una explicació suggereix que, per als parlants natius, la relació entre l'ortografia llatina i la seva pronunciació va poder ser semblant a la que avui existeix entre l'ortografia francesa o anglesa i les seves respectives pronunciacions. La derivació de les llengües romàniques a partir del llatí vulgar (dialecte llatí que es parlava després de l'època clàssica i que parlava el poble menys culte), fa probable la hipòtesi anterior. Donada aquesta manca de certesa, les normes de pronunciació que s'ofereixen a continuació són només hipotètiques. Responen a una convenció entre filòlegs i estudiosos per facilitar la lectura, l'estudi i l'aprenentatge del llatí, i el coneixement dels textos escrits en aquesta llengua.
Grosso modo, aquestes són les principals normes fonètiques acordades de pronunciació clàssica del llatí:
- c es pronuncia /k/, com en casa (oclusiva, velar, sorda). Així: cetera es pronuncia /Ketera/.
- ph es pronuncia /f/, com en amfibi (fricatiu, interdental, sorda). Així: Amphibia es pronuncia /amfíbia/.
- g es pronuncia /g/, com en gat (oclusiva, velar, sonora), o com en àguila (fricativa, velar, sonora). Per exemple: genus-generis es pronuncia /guénus-guéneris/.
- j no existeix en llatí clàssic. En llatí vulgar representa i. Per exemple: Justitia en lloc de iustitia. Ambdós casos poden pronunciar /iustitia/ o /yustítia/ (respectivament, amb valor vocàlic de i davant vocal, i valor consonàntic de i davant vocal).
- qu es pronuncia /ku/. Per exemple: que es pronuncia /Kue/.
- v es pronuncia /u/. Per exemple: veni es pronuncia /uéni/. Però també s'admeten les pronunciacions/b/(billavial fricativa explosiva) i/v/(llavi-dental, fricativa, sonora), això dependrà de l'origen del qui parli. Així, un català provinent de zones on no es distingeixen els dos fonemes pronunciarà /Béni/ i un italià pronunciarà /veni/
- ll es pronuncia com la ela geminada del català o de l'italià a Rafaello, /ll/. Per exemple: bellum belli es pronuncia /bél·lum bél·li/.
- Els diftongs æ i œ es pronuncien /ai/ i /oi/ respectivament. VG: aquæ →/ákuai/, œconomia →/oikonómia/. Hi ha excepcions, com ara en el cas de poeta, que es pronuncia com en català: /poeta/.

## Llista de locucions llatines
Llista de les locucions llatines més usades en català actualment, conjuntament amb algunes frases en llatí que han esdevingut part de la cultura general.
| Índex A B C D E F G H I J K L M N O P Q R S T U V W X Y Z |

## A
Ab aeterno o Ab aeternumsignifica literalment "des de l'eternitat". Realment s'utilitza per indicar que una cosa existeix des de fa molt de temps o des de temps immemorial o pot continuar per molt de temps o per sempre.
A posteriori«A partir del que ve després», es diu de l'argumentació que es fa amb una experiència prèvia.
A priori«A partir del que ve abans», es diu de l'argumentació que es fa sense experiència prèvia.
Ab illo tempore«Des d'aquell temps».
Ab imo pectore«De tot cor».
Ab initio«Des del començament».
Ab intestatoSituació jurídica que es dona quan algú mor sense haver fet testament.
Ab ovo«Des de l'ou», més concretament «des del començament», expressió extreta d'un poema d'Horaci on parla d'Homer que a la Ilíada relata la guerra de Troia, no des de l'ou d'on va néixer Helena, sinó in media res, és a dir enmig de l'assumpte (vid.).
Ab uno discent omnes«D'un sol aprenen tots», fa referència a la funció de generalitzar la saviesa que té la docència.
Ab urbe condita«Des de la fundació de la ciutat», títol amb què es coneix la història de Roma de l'historiador romà Titus Livi, que anava des dels temps de Ròmul, fundador de l'urbs, fins al segle I aC.
AccessitLiteralment «s'hi ha acostat», tercera persona del preterit del verb accedere, es diu del premi que en un certamen s'entrega a aquell oponent que ha demostrat mèrits per ser premiat, però no suficient per merèixer el primer guardó. La paraula s'ha catalanitzat i pren aleshores l'accent accèssit i ja no es considera com una locució llatina
(Reductio) ad absurdum«Reducció a l'absurd», es diu de l'argumentació que prova la falsedat d'una altra a partir de la seva negació.
Ad hoc«(Expressament) per a això».
Ad hominem«Contra l'home», es diu de l'argumentació que prova de refutar-ne una altra dirigint-se contra la persona que la defensa, i no contra la mateixa idea de l'argumentació.
Ad (o in) infinitum«Fins a l'infinit», «eternament».
Ad kalendas graecasLiteralment vol dir «a les calendes gregues», les calendes eren el nom que rebia el primer dia de cada mes del calendari romà, però no en el grec, per tant l'expressió té un significat semblant a dir en català el trenta de febrer. Suetoni (II.87) l'atribueix a August.
Ad libitum«A plaer», «al gust de cadascú». L'autor d'una obra preveu que l'intèrpret actuï lliurement en un passatge determinat.
Ad triarios redisse«Arribar als Triaris» Els Triaris eren els soldats veterans de l'exèrcit republicà abans de les reformes de Gai Mari. La seva tasca consistia en actuar si les dues primeres línies del desplegament es col·lapsaven. En la majoria de batalles no entraven en combat, ja que la resta de tropes d'infanteria generalment derrotaven les tropes enemigues. Encara que no poguessin vèncer, els triaris oferien una forta resistència que permetia que la resta de l'exèrcit es reagrupés o bé es retirés ordenadament sense sofrir gaires danys. Es diu quan alguna cosa va malament i es necessiten les darreres energies o reserves.
AddendaLiteralment «allò que s'ha d'afegir», conjunt de notes addicionals que es posen a final d'un escrit, el qual complementen.
Adeste fideles«Veniu, fidels», títol i primers mots d'un himne litúrgic anònim que hom canta el dia de Nadal.
Agenda«Allò que s'ha de realitzar», llibreta on hom apuntes els compromisos que té cada dia.
Alea iacta est«El dau està llançat», frase dita per Juli Cèsar en travessar el riu Rubicó (49 aC) i iniciar així la segona guerra civil romana.
Alias«D'una altra manera», es diu del mot amb què es coneix una persona.
Alma materLiteralment «mare nodridora», abreviació del nom Alma Mater Studiorum («Mare nodridora d'estudiants»), que era el nom original de la Universitat de Bolonya (la més antiga del món), usada avui per referir-se al centre universitari on hom ha cursat estudis.
Alter ego«Altre jo», es diu de la persona amb la que hom comparteix moltes afinitats.
Altius, citius, fortius«Més alt, més ràpid, més fort», lema oficial del moviment olímpic internacional.
Amor vincit omnia«L'amor ho venç tot», frase extreta de les Bucòliques (X.69) de Virgili.
Anno Domini«En l'any del Senyor», equivalent a «després de Crist».
Ante meridiem«Abans del migdia».
Argumentum ex auctoritate«Argument per autoritat», en la retòrica i en discussions jurídiques quan la persona té raó, per l'ofici de la seva autoritat o de la seva funció, com ex auctoritate imperatoris (per autoritat de l'emperador) sense haver qualsevol obligació de donar arguments o ex auctoritate legis (la llei és la llei).
Ars longa, vita brevis«L'art és llarga, la vida és breu», traducció de Sèneca d'un aforisme d'Hipòcrates que significa que els coneixements humans són massa nombrosos com per a arribar a ser apresos per un sol home en la vida.
Audaces fortuna iuvat«La fortuna ajuda els audaços».
Ave Caesar, morituri te salutant«Ave Cèsar, els que han de morir et saluden», salutació tradicional que exclamaven els gladiadors abans de començar un combat al Colosseu de Roma.
Aurea mediocritas«La daurada moderació», tòpic literari extret d'una oda d'Horaci en què es lloa la vida moderada, a mig camí entre la pobresa i la riquesa, i lliure dels problemes que ambdues comporten.

## B
Beatus ille«Feliç aquell», tòpic literari extret dels Epodes d'Horaci en què es lloen les virtuts de viure i treballar el camp, oposades als tràfecs de la vida urbana.
Bis«Dues vegades» o «per segona vegada», es diu de la repetició d'un tema musical en un concert o dels números dels portals de les cases quan han d'ocupar l'espai que abans ocupava un sol edifici
Bonus pater familiasun concepte del dret romà, bon pare de família

## C
Campus«Camp», referit al lloc on hi ha les facultats d'una universitat.
Captatio benevolentiae«Captació de la benvolença», es diu de les paraules que hom diu abans d'un espectacle o presentació, amb les quals s'espera posar l'ànim dels oients de la seva part.
(Dominica ante) carnes tollendas«(Diumenge abans d')apartar les carns» o «carnestoltes», festivitat del calendari cristià en què es deixa de menjar carn per preparar-se per Pasqua.
Carpe diemLiteralment «cull el dia», però traduït normalment com «viu el moment», expressió extreta d'una oda d'Horaci que incita a viure el present.
Carthago delenda est«Cartago ha de ser destruïda», frase pronunciada per Cató i destinada a decantar Roma contra la capital dels cartaginesos.
Casus belli«Motiu de guerra».
Cave canem«Vés amb compte amb el gos», frase que apareixia inscrita en les entrades d'algunes cases romanes. També usat feqüentment en plural, Cave canis («compte amb els gossos»).
Cedant arma togae«Que les armes deixin pas a les togues», frase de Ciceró que defensa la superioritat del poder civil davant del militar.
Ceteris paribus«Mantenint-se tota la resta constant»
CircaCirca és un adverbi sinònim d'«al voltant de». Prové del llatí i s'utilitza habitualment de forma abreujada com «ca.» per descriure dates quan només se'n coneix la data aproximada.
Civis romanus sum«sóc ciutadà romà», l'ús de la frase proclamava a qui l'esmentava com a ciutadà lliure de l'Imperi Romà.
Cogito ergo sum«Penso, per tant existeixo», frase de Descartes.
Coitus interruptus«Coit interromput», mètode poc fiable de prevenció de l'embaràs.
Collige, virgo, rosas«Cull roses, donzella», començament d'un epigrama d'Ausoni que ha donat nom a un tòpic literari que invita les noies a estimar mentre encara són joves i belles.
Confer«Compara», fórmula usada en manuals per citar altres autors.
Consensus«Consens».
Consummatum est«Tot s'ha acabat», últimes paraules que els evangelis atribueixen a Jesús en la creu.
Corpore insepulto«Amb el cos insepult», es diu de la missa que se celebra amb el cos del difunt present.
Corpus«Cos», es diu del conjunt d'obres escrites per un autor.
Cui prodest«A qui aprofita?»
Cum laude«Amb una lloança» (Laude és l'ablatiu de laus, "lloar”): es deia de la qualificació intermèdia en un examen (vegeu aquí també maxima cum laude), però actualment al sistema universitari espanyol, especialment al doctorat, representa la màxima qualificació possible, equivalent al with highest honour del sistema anglosaxó o al plus grande distincion del sistema francès.
Curriculum vitae«La carrera de la vida», informe que hom fa de la seva vida laboral.

## D
De facto«De fet» o «a la pràctica», oposat a de iure.
De incognito«D'incògnit».
De iure«Per dret».
DeficitLiteralment «manca» o «falta», es diu en economia quan les despeses d'una empresa superen els beneficis.
Dei gratia«Per la gràcia de Déu», epítet atorgat pel Papa als monarques cristians, seguint la tradició del dret diví, avui periclitat. Sovint abreujat com DG, va ser usat per exemple pel dictador espanyol Franco a les monedes del seu règim.
Delirium tremensLiteralment «deliri tremolós», malaltia consistent en al·lucinacions i tremolors, provocada per l'abstinència de l'ús de begudes alcohòliques o drogues, en casos d'addicció.
De minimis non curat praetor«El jutge no s'ocupa de coses menudes.»
Deo gratias«Gràcies a Déu», no s'ha de confondre am Dei gratia
Deo volente«Si Déu vol»
Desiderataplural de desideratum «allò desitjat». En particular, demanda feta a una biblioteca perquè adquireixi un determinat llibre.
Deus ex machina«el déu que baixa de la grua», l'expressió significa «solució improvisada, d'últim moment», i té el seu origen en la tècnica d'alguns autors tràgics grecs que remataven les seves obres amb l'aparició d'un déu (un actor caracteritzat que penjava d'una grua) que resolia tots els conflictes.
De visu«De vista».
Dies irae«Dia de la ira». Títol i primers mots de la seqüència gregoriana sovint executada durant les cerimònies pels difunts.
Divide et impera«divideix i venceràs», estratègia política
divortium aquarumla frontera entre dues conques hidrogràfiques
Dixi«He dit», expressió amb la qual hom dona per acabat el discurs que ha fet
Dixit«Ha dit», es diu quan hom vol citar algú altre.
Doctor honoris causadoctor per causa de l'honor, títol acadèmic honorífic
Donec perficiam«Fins a aconseguir-ho» Fou el lema de les Reials Guàrdies Catalanes amb el sentit que mai no es rendirien sinó que persistirien fins a guanyar.
Do (tibi) ut des«(Et) dono perquè em donis», es diu en favors recíprocs. En la cultura anglosaxona, degut a un error d'interpretació des del segle xix, es fa servir l'expressió quid pro quo en comptes de do ut des, en el sentit de «a favor for a favor» o també «what for what», «give and take» i «Tit for Tat», de significats similars. Veure quid pro quo.
Dura lex, sed lex«La llei és dura, però és la llei», frase que expressa la idea que la llei és inflexible per a tothom.
Dum Romae consulitur, Saguntum expugnatur«mentre Roma discuteix, Sagunt és expugnada», sovint només s'esmenta la primera part de la frase (Dum Romae consulitur...), en referència als que perden molt de temps a consultes contínues sense decidir-se, en un context que requeriria decisions ràpides.

## Ex
Ecce homo«Heus aquí l'home», paraules de Ponç Pilat en presentar Jesús després de ser flagel·lat i coronat amb espines. Tot junt (eccehomo) significa persona malferida, colpejada.
Ego te absolvo«Jo et disculpo», fórmula màgica utilitzada pel sacerdot a la fí del sagrament de la penitència dins de la religió catòlica per a confirmar que tots els pecats han sigut perdonats.
Errare humanum est et confiteri errorem prudentis«Errar és humà, confessar l'error és de savis».
Et alii«I altres» (abreviat et al.). Expressió per abreviar la llista d'autors d'una obra col·laborativa i s'afegeix després del primer o primers autors.
Et cetera«I altres coses» (abreviat, etc.).
Etiam si omnes, ego non«Encara que altres ho facin, jo no».
Et tu, Brute?«Tu també, Brutus?», darreres paraules de Juli Cèsar al seu assassí Brutus en la tragèdia homònima de Shakespeare. Vegeu Tu quoque, fili mi?
Ex abrupto«D'una manera brusca». En català ha donat el substantiu exabrupte.
Ex absurdoquan la prova d'un teorema consisteix a provar que totes les alternatives són absurdes, es parla d'una prova ex absurdo
Ex aequo«Per igual», «pels mateixos mèrits», es diu quan en un premi dos o més participants han quedat empatats en la primera posició.
Ex cathedraLiteralment «des de la càtedra», es diu principalment del Papa quan parla de les veritats relatives a la fe cristiana, o d'algú que parla amb to d'autoritat.
Excusatio non petita, accusatio manifesta«L'excusa no demanada manifesta l'acusació», es diu quan algú s'excusa d'alguna cosa de la qual no ha estat acusat, palesant així la seva culpabilitat.
Exempla docent«Els exemples ensenyen»
Exempli gratia«Per exemple»
Ex libris«Dels llibres de», marca estampada en un llibre que n'identifica el propietari.
Ex nihilo«Del no-res», es diu de l'ésser o cosa creat sense matèria preexistent.
Ex novo«De nou», es diu quan una empresa o investigació s'ha de començar de nou.
Ex nuncdes d'ara
Ex officio«Per ofici», expressió jurídica
Ex professo«Expressament»
Extra muros«Fora de les muralles», és a dir «als afores».
Ex tuncdes d'aleshores, amb efecte retroactiu
Ex voto«Per vot (a una divinitat)», es diu de l'ofrena feta a un déu pel compliment d'un favor, catalanitzat com exvot.

## F
Facile est inventis addereÉs fàcil millorar coses, després que algú les ha inventades.
Facilius inter philosophos quam inter horologia convenietÉs més fàcil que hi hagi acord entre els filòsofs que entre els rellotges. Sèneca ironitza i fa befa de la divergència perpètua dels filòsofs, a una època a la qual els rellotges indicaven l'hora molt aproximativament.
Fac similLiteralment «fes-ho igual»; reproducció d'un text per facilitar-ne l'estudi. Normalment usat com facsímil.
Fac totumLiteralment «fes-ho tot»; es diu de la persona que en una empresa realitza totes les feines. Normalment usat com factòtum
Facta, non verba«Fets, no paraules».
Festina lente«Afanya't lentament»: traducció d'una frase d'Eurípides que August solia dir per prevenir els generals contra la temeritat i la pressa.
Fiat iustitia et pereat mundus«Que es faci la justícia i que s'enfonsi el món», lema de l'emperador romanogermànic Ferran I. Existeix la variant Fiat iustitia ruat caelum, «Que es faci la justícia i que s'enfonsi el cel», atribuïda erròniament a un polític romà de nom Luci Calpurni Pisó.
Fiat iustitia ne pereat mundus«Que es faci la justícia perquè el món no s'enfonsi», frase del filòsof Hegel que corregeix l'expressió Fiat iustitia et pereat mundus.
Fugit irreparabile tempus«El temps fuig irremeiablement», frase extreta de les Geòrgiques de Virgili sobre la fugacitat del temps.

## G
Gaudeamus igitur, iuvenes dum sumus«Gaudim doncs, mentre som joves», primers versos de De brevitate vitae o Gaudeamus igitur, himne dels estudiants universitaris compost al segle xiii.
Gens una sumus«Som una família»; lema de la Federació Internacional d'Escacs.
Graecia capta ferum victorem cepit«Grècia, sotmesa, va sotmetre el brau vencedor», vers d'Horaci que parla de la introducció de la cultura grega a Roma després de la conquesta de Grècia al segle ii aC.
Gratia Dei«Per la gràcia de Déu». afegit als títols de monarques en l'esfere cristiana segons el principi del dret diví dels reis
Gratia gratiam parit«Un favor engendra un altre favor», traducció d'un vers d'una tragèdia de Sòfocles.
Gratis et amore«De franc i per amor»
Grosso modo«De manera barroera», «a grans trets». És incorrecte dir a grosso modo.
Gravamen«Càrrega», es diu de la càrrega que afecta un bé immoble i, per extensió, els béns mobles, en benefici d'un tercer.

## H
Habeas corpus (ad subjiciendum)«Tingues el cos present (per a sotmetre'l al jutge)», institució processal - creada pel parlament anglès el 1679 - segons la qual tota persona detinguda ha de ser posada a disposició de l'autoritat judicial competent que decideixi si ha de ser engarjolat o posat en llibertat.
Habeas data
La traducció literal de la frase llatina és “[obliguem a] disposar de les dades”. Es tracta d'una acció constitucional o legal que té qualsevol persona que figura en un registre o banc de dades, d'accedir a tal registre per conèixer quina informació existeix sobre la seva persona, i de sol·licitar la correcció d'aquesta informació si li causés algun perjudici.
HabitatLiteralment «ell habita», conjunt de condicions ambientals en què es desenvolupa un ésser viu.
Hic et nunc«Aquí i ara»
Hic sunt dracones«Aquí hi ha dracs».
Homo universalisun home universal, de totes les arts i ciències
Homo homini lupus«L'home és un llop per a l'home», frase extreta d'una obra de Plaute que va esdevenir un lema de la filosofia moral de Thomas Hobbes
Homo sapiens«L'home intel·ligent», denominació que Linné va donar en la seva obra a l'ésser humà modern.
Homo unius libri«Home d'un sol llibre», usat sovint a la frase Timeo hominem unius libri, literalment Tem un home d'un sol llibre, locució llatina atribuïda a Tomàs d'Aquino
honoris causa«per honor», es diu del guardó que s'entrega a persones que han destacat en un camp determinat, però que no van escriure una tesi de doctorat o per extensió a persones que reben un guardó per honor, i no perquè omplen la funció. Per exemple: president honoris causa
Horror vacui«Por al buit», necessitat artística de cobrir un espai buit o una superfície blanca amb una obra o pintura, present sobretot al barroc. En la física, Natura abhorret vacuum sovint abreujat com a horror vacui, principi formulat per Aristòtil que en la natura no hi hauria cap buit possible.

## I
Ibídem«Al mateix lloc», utilitzat principalment en referències bibliogràfiques per a indicar que la informació prové de la mateixa font, ja citada in extenso anteriorment.
Id est«Això és», equival a «és a dir».
Idem«Això mateix».
Ignorantia legis non excusat«La ignorància de la llei no és excusa».
In absentia«En absència (de)»
In albis«En blanc»
In articulo mortis«En el moment de la mort», es diu de la benedicció que un capellà dona a un moribund. També s'utilitza en dret per indicar altres decisions i accions preses en el trànsit final de l'individu cap a la mort, com ara un matrimoni celebrat quan un dels cònjuges està en perill de mort.
In bona partem
«A favor de la part». Veure In malam partem.
In crescendo«En el moment de créixer», es diu de l'augment d'intensitat dels sons en un concert musical.
In dubio abstine«En cas de dubte val més abstenir-se».
In dubio libertas«En cas de dubte tens la llibertat».
In dubio pro reo«En cas de dubte, a favor de l'acusat», fórmula jurídica que recorda el principi que ningú pot ser acusat sense proves.
In extenso«en tota la seva extensió, no abreujat»
In extremis«En els últims moments». S'aplica a certes persones que estan a punt de morir, desaparèixer, finalitzar. etc.
In fraganti (delicto)«Mentre (el delicte) crema», es diu quan un delinqüent és descobert en el moment de cometre el delicte.
In infinitumVegeu ad infinitum.
In malam partem«Contra la part». És l'aplicació per analogia d'una norma a supòsits no regulats expressament en la seva lletra però que són similars als contemplats per ella, perjudicant al reu. Està expressament prohibida als sistemes jurídics avançats. La seva contrària in bona partem sí és acceptada.
In medias res«Al bell mig de l'assumpte» expressió extreta d'Horaci, quan parla d'Homer, el qual a la Ilíada narra la guerra de Troia no des del començament, sinó a partir del desè any. Vegeu ab ovo.
In memoriam«En record (d'una persona morta)».
In mente«En la ment», «en la intenció».
In pectore«En el pit», «en el cor», es diu quan hom ha pres una decisió però la manté en secret fins al moment de fer-la oficial.
In persona episcopi«En la persona del bisbe», dit en l'església catòlica, d'una unió personal de dos (o més) bisbats governats per un sol bisbe.
In situ«Al (mateix) lloc»
In vitro«En un vidre», o tub d'assaig es diu dels procediments biològics que es fan laboratoris fora de l'ésser viu. Es fa servir sovint en el context de la fecundació artificial.
In vivo«En viu»
Infra«Avall», «més avall», adverbi usat en llibres per citar fragments posteriors d'aquest. Oposat a supra, sol aparèixer combinat amb confer («vegeu»). Sovint usat com vid. infra i vid. supra («veure més avall / més amunt»)
INRISigles de «Iesus Nazarenus Rex Iudaeorum» («Jesús de Natzaret, rei del jueus») que solen escriure's a les imatges de Crist crucificat.
Intelligenti pauca«A l'intel·ligent poques [paraules basten].»
Inter nos«Entre nosaltres», «amb confiança».
Interim«Entretant», moment intermedi entre dos fets.
Ipso facto«En el mateix acte», «pel fet mateix», «immediatament».
Ira furor brevis est«La ira és una bogeria momentània», frase extreta d'un epode d'Horaci.
Ite, missa est«Aneu-vos-en, [la comunitat] pot marxar», o «Aneu-vos-en, [la tasca] és feta»: al cristianisme és la frase amb què l'oficiant dona per acabada la celebració de l'eucaristia. S'ha interpretat històricament de diferents maneres. D'aquesta expressió provenen frases com dir missa o anar a missa.
Item«Igualment», «també», com a adverbi es diu com a introducció dels apartats en un escrit o enumeració, com a nom fa referència a una paraula clau que identifica un escrit, llibre, document, etc.
Iunior o Junior«Més jove», oposat a senior (vegeu).
Ius iudiciorum«dret de judicis» o el dret de sentenciar.

## L
Lapsus calami«Error del càlem», es diu de l'error d'inadvertència que hom comet en escriure.
Lapsus linguae«Error de la llengua», es diu de l'error d'inadvertència que hom comet en parlar.
Lapsus memoriae«Error de memòria», es diu de l'error d'inadvertència que hom comet en no recordar correctament un determinat fet.
Lato sensu«En sentit ampli», oposat a stricto sensu.
Laudatio«lloança», discurs pronunciat a la cerimònia d'una promoció d'un doctor o Doctor honoris causa, a l'entrada a una acadèmia o una altra societat honorable
Lex lata«La llei tal com existeix ara», en oposició de lex ferenda, com hauria de ser la futura llei.
Locus amoenus«lloc agradable», tòpic que evoca un paisatge constituït generalment per un prat, uns arbres, aigua que brolla o corre, cant d'ocells, brisa agradable… És un tòpic abundant en la poesia, un exemple el trobem a la Bucòlica I de Virgili.
Luctor et emergo«lluito i sobresurt», lema del comtat de Zelanda en la lluita contra Felip II de Castella durant la Guerra dels Vuitanta Anys i més tard de la província neerlandesa de Zelanda.

## M
Magister dixit«El mestre ho ha dit», frase amb què els escoliastes medievals citaven arguments d'Aristòtil, ara es fa servir entre membres d'una organització per a referir-se al cap d'aquesta.
Magna cum laude«amb magna lloança», grau acadèmic.
Magnum opus«Obra major, obra mestra».
Manu militari «Per mà militar», «per la força de les armes».
Mare magnum«Mar gran», «maregassa», confusió, daltabaix, desgavell enorme de persones. També el títol d'una butlla del papa Alexandre IV, promulgada el 1258
Mare nostrum«El nostre mar», nom que donaven els romans al mar Mediterrani.
Maxima cum laude«amb magna lloança», grau acadèmic de l'antiguitat, actualment fira d'ús. Veure cum laude.
Maxime «Sobretot»
Mea culpa«Per culpa meva»
MementoLiteralment «recorda (tu)», part de la missa en què es fa una pregària pels fidels, nota destinada a fer recordar algunes coses.
Memento mori«Recorda que has de morir», frase atribuïda al costum de l'Antiga Roma de repetir-la als generals victoriosos a cau d'orella quan desfilaven orgullosos pel triomf obtingut.
MemorandumLiteralment «allò que s'ha de recordar», nota destinada a recordar algunes coses, relació de fet referents a un tema.
Mens sana in corpore sano«Una ment sana en un cos sa», frase de Juvenal, extreta d'una de les seves sàtires, on deia què han de demanar els homes als déus.
Miles gloriosus«Soldat gloriós», figura literària popularitzada per Plaute
Mirabile dictu«Meravellós a dir»
Mirabile visu«Meravellós a veure»
Miserere (mei, Deus)«Compadiu-vos (de mi, Déu)», psalm 50 de la Bíblia, resat principalment davant una mort imminent.
Modus operandi«manera d'obrar», «manera de fer"
Modus ponens«manera de situar-se», nom d'un tipus de raonament en lògica, vegeu també Modus tollens
Modus vivendi«manera de viure», referida a com es guanya hom la vida o en un conflicte d'interessos, un compromís més o menys informal que permet a ambdós partits de conviure.
Mors certa, hora incerta«La mort és certa, la seva hora, incerta».
Motu proprio«Per propi moviment», «per pròpia iniciativa». En l'Església Catòlica un document redactat pel papa per la seva pròpia iniciativa
Multa docet fames«La fam ensenya molt».
Mundus vult decipi«El món vol ser enganyat».
Mutatis mutandis«Canviant les coses que s'han de canviar, però sense alterar l'essencial» o «salvant les distàncies».

## N
Nemini licet ignorare ius«a ningú no li és licit ignorar la llei», ficció legal del dret romà
Nihil est in intellectu quod non antea fuerit in sensu«No hi ha res al nostre coneixement que no ha sigut abans als nostres sentits», principi antic de base del sensualisme, ravifat per Tomàs d'Aquino i John Locke
Nihil novum sub sole«No hi ha res nou sota el sol», mai no hi ha res realment nou.
Nil satis, nisi optimum«Res és prou bo, tret del millor».
Nil volentibus arduum«pels que ho volen, res no és ardu o molt difícil a realitzar»
Noli me tangere«No em toquis», frase pronunciada per Jesús a Maria Magdalena després de ressuscitar (Joan 20,17).
Nolo contendere«No vull disputar», utilitzat al dret penal dels Estats Units.
Nomina«noms», plural de nomen, llista dels empleats que treballen en una empresa.
Nomina sacra«noms sagrats », plural de nomen sacrum utilitzats per als noms de déus en la tradició cristiana
Non bis in idem«No dues vegades pel mateix», principi processal que impedeix que un mateix fet delictiu pugui ser jutjat dues vegades.
Non olet«No fan olor», referit als diners, significa que no importa la seva provinença.
Non plus ultra«No més enllà» és una inscripció que Hèrcules va gravar a les dues columnes que va aixecar a l'estret de Gibraltar per commemorar la més occidental de les seves gestes.
Non scholae, sed vitae«(Hem d'aprendre) no per a l'escola, sinó per a la vida», sentència de Sèneca.
Non semper Saturnalia erunt«No sempre seran les saturnals», festes romanes en honor del déu Saturn, no tots els dies són festa.
Nosce te ipsum«Coneix-te tu mateix», traducció d'una inscripció grega (Γνῶθι σεαυτόν) al santuari d'Apol·lo a Delfos que va esdevenir un dels lemes de Sòcrates.
Nota beneLiteralment «observa bé», aclariment que es posa al final d'un text per part de l'autor (abreujat NB, a diferència de NT, nota del traductor)
Nullus agenti dies longus est«Cap dia és llarg per a l'home actiu», cita de Sèneca.
Nullus sucumbere vel superari possit qui illum in bello detulerit«Ningú que va portar-la (= l'Espasa de Vilardell) pot perdre o guanyar una batalla» de Jaume I
Numerus clausus«Nombre tancat», quantitat límit de persones que es poden matricular en un determinat curs.
Numquam duo, semper tres«mai a dos, sempre tres». Precepte monàstic per tal d'evitar relacions homosexuals massa íntimes
Nunc est bibendum«Ara s'ha de beure», començament d'una oda d'Horaci en què celebra la victòria d'August a la batalla d'Àccium i que s'usa com a exhortació a festejar un esdeveniment.

## O
O tempora! O mores!«Oh temps, oh costums!», exclamació de les Catilinàries de Ciceró.
Obiit«Va morir», fórmula usada en inscripcions funeràries.
Odi et amo«Odio i estimo», començament d'un poema curt de Catul usat per a destacar la curta distància que separa els sentiments d'amor i d'odi.
Omnia mors aequat«La mort tot ho iguala», fragment d'un vers de Claudi Claudià
Omnia vincit amorvegeu Amor vincit omnia.
Opera minora«Obres menors», es diu dels treballs menys importants d'un autor.
Opera prima«Primer treball».
Opus Dei«Obra de Déu», actualment una prelatura religiosa en l'església catòlica
Ora et labora«Resa i treballa», lema de la Regla de sant Benet
Ora pro nobis«Resa per nosaltres», formula que es repeteix després de la invocació a la Lletania dels sants en la liturgia catòlica
Otium sine litteris mors est et hominis vivi sepultura«L'oci sense estudi és la mort i l'enterrament d'un home viu», sentència de Sèneca.

## P
Panem et circenses«Pa i jocs de circ», cita d'una Sàtira de Juvenal on critica que el poble romà ja només demani menjar i diversions.
Pascendi Dominici Gregis«En pasturar el folc del senyor», títol de l'encíclica antimodernista de Pius X
Pater familias«Cap de família», a Roma, home que ostentava la màxima autoritat en una casa.
Pater Patriae«Pare de la Pàtria», títol honorífic que el Senat atorgava a aquelles personalitats que havien destacat en la defensa de l'Estat.
Patria potestas«Pàtria potestat», poder de pater familias sobre tota la família.
Peccata minuta«Pecats menors».
Per capita«Per caps» en el sentit de “per persona”, s'usa per exemple en la locució renda per capita.
Pereant (illi) qui ante nos nostra dixerunt (pensaverunt) (atribuït a Eli Donat)«Que pereixin els que van dir les mateixes coses que nosaltres abans de nosaltres.» Es diu quan algú formula una idea que pensa nova, i que descobreix després que ja hi ha hagut algú que va dir (o pensar) la mateixa cosa.
Per saecula saeculorum«Pels segles dels segles», per sempre
Per se«Per ell mateix»
Persona non grata«Persona no desitjable»
Placebo
«Plauré», «agradaré». Usat normalment per descriure un medicament que, independentment de la presència o no d'un principi actiu, alleuja el malalt per suggestió.
PlacetLiteralment «plau, agrada», permís.
Plus«Més», quantitat que es dona de més en una paga.
Post coitum omne animal triste«Després de fornicar, cada ésser viu és trist», atribuït a Galè
Post data«després de la data», nota que s'afegeix al final d'una carta ja signada i datada.
Post festum pestum, post coitum tedium
«Després de la festa la fortor, després del coit el tedi»
Post hoc, ergo propter hoc o postquam ergo propter quam«Després de la cosa, per tant degut a la cosa», fa referència un error lògic freqüent de concloure en una relació de causa a efecte entre dos fenòmens, només perquè se succeeixen en el temps
Post meridiem«Després del migdia», abreujat PM i usat per precisar les hores, sobretot en l'àmbit anglosaxó (al mediterrani se solen donar en format de 24 hores per evitar ambigüitats). Veure ante meridiem.
Post mortem«Després de la mort»
Post scriptum«Escrit després», nota que s'afegeix al final d'un escrit.
Prima facie«A primera vista»
Prima luce«Amb la primera llum», «a trenc d'alba»
Prima non datur et ultima dispensatur«La primera no és donada i l'última és perdonada». Proverbi utilitzat pels estudiants, demanant no haver de fer la primera i última classe del curs.
Primum vivere, deinde philosophari«Primer, viure, després, filosofar», cita atribuïda a Hobbes que explica que poder fer filosofar, s'han d'ompler abans les necessitats bàsiques (alimentació, habitació…).
Primus inter pares«El primer entre iguals»
Pro indiviso«Sense dividir», situació jurídica que es dona quan hom mor sense haver establert la repartició de l'herència, Indivisió.
Prosit«Que aprofiti», es diu abans de fer un brindis.

## Q
Quae nocent, docent«Allò que fa mal, ensenya».
Qualis artifex pereo«Moro com un artista», darreres paraules atribuïdes a Neró en el moment del seu suïcidi.
Quantum satis«en quantitat suficient» expressió utilitzada en una prescripció.
Qui non zelat, non amat«Qui no sent gelosia, no estima», sentència de Sant Agustí
Quid«El què», punt essencial d'una qüestió.
Quid pro quo«substituir una cosa per una altra». Actualment, i per influència de l'anglès, molt sovint l'expressió quid pro quo es fa servir en el sentit de et dono si em dones, quan no té aquest significat. En aquest cas caldria fer servir l'expressió do ut des.
Quis custodiet ipsos custodes?«Qui vigilarà als vigilants?"
Quod erat demonstrandum (Q.E.D.)«Que és el que volíem demostrar», expressió amb què, en matemàtiques, es dona per acabada una demostració i per extensió frase de conclusió d'un discurs.
Quod natura non dat, reddere cura potest«Allò que la naturalesa no dona, l'esforç ho pot proporcionar».
Quod natura non dat, Salmantica non praestat«Allò que la naturalesa no dona, (la universitat de) Salamanca no ho concedeix», si no es tenen aptituds naturals per estudiar, de res serveix anar a un bon centre.
Quo vadis, Domine«On vas, Senyor?», paraules que alguns escrit apòcrifs atribueixen a Sant Pere quan, en fugir de Roma durant la primera persecució, se li va aparèixer Jesús.
QuorumNombre mínim d'assistents a una reunió per què les decisions que s'hi prenguin tinguin validesa, abreviació de quorum praesentia sufficit «la presència dels quals és suficient». S'ha catalanitzat com a quòrum.
Quousque tandem abutere, Catilina, patientia nostra?«Fins quan, Catilina, abusaràs de la nostra paciència?», paraules pronunciades al Senat de Roma per Ciceró, en la primera Catilinària.

## R
Rara avis«Au rar», animal o persona de característiques costums singulars, poc habituals. També s'utilitza en català “rara au”.
ReferendumLiteralment «allò que ha de ser consultat», consulta popular.
RequiemAbreviació de Requiem aeternam dona eis, Domine «Dona'ls descans etern, Senyor», pregària que hom resa pels difunts en la liturgia cristiana.
Requiescat in pacem (R.I.P.)«Descansi en pau», gravat a les làpides funeràries.
Rictus«Obertura de la boca».
Rigor mortis«Rigidesa de la mort», estat de rigidesa que sobrevé a un cadàver al cap de poc de morir.
Roma locuta, causa finitaː
```
«Roma ha parlat, el cas està tancat». Frase feta atribuïda a 
Sant Agustí d'Hipona
 per indicar que un determinat problema ha estat resolt per algú que té una autoritat inqüestionable.
```

Rosa de spinis floret«(També) una rosa floreix d'entre les espines», cita de Sant Jeroni referida a Sant Hilaró, de pares pagans.

## S
Sancta sanctorum«El més sagrat del sagrat», nom amb què es designava l'habitació del Temple de Jerusalem a la qual només hi podien accedir els sacerdots. Actualment s'usa per a referir-se a un lloc privat i personal al qual només hi poden accedir uns pocs elegits.
Sapere aude«atreveix-te a saber» o «tingues l'audàcia de saber», lema de la Il·lustració
Senior«Més vell» (vegeu Junior).
Si vis amari, ama«Si vols ser estimat, estima», sentència de Sèneca presa del filòsof Hecató.
Si vis pacem para bellum«Si vols la pau, prepara la guerra.»
Sic«Així». Utilitzat en una citació, entre parèntesis, després d'una paraula amb una falta d'ortografia en el text original. També s'usa per expressar distància entre l'autor del text i el contingut d'una cita literal.
Sic semper tyrannis«sempre així per als tirans» (interpretant-se com a "mort als tirans"). Frase atribuïda històricament a Marc Juni Brut, en el moment d'assassinar Juli Cèsar
Sic transit gloria mundi literalment «així passa la glòria del món» fent referència a com en són d'efímeres les vanitats humanes
Sine dieLiteralment «sense dia», «sense data determinada».
Sine ira et studioLiteralment «sense rancúnia ni parcialitat». Frase de l'historiador Tàcit a la introducció als seus «Annals», per donar a entendre la seva neutralitat enfront dels fets que narra.
(Conditio) sine qua non«(Condició) sense la qual», es diu de la condició necessària perquè es faci una cosa.
Sol omnibus lucet«El sol brilla per a tothom», cita de Petroni.
Species inquirenda«Espècie per investigar» en classificació biològica
Statu quo«En l'estat en què», en diplomàcia fa referència a l'estat de coses anterior a un conflicte bèl·lic.
Status quaestionises refereix a les aportacions que altres autors han fet prèviament, i que s'han de conèixer per comprendre la qüestió a ser tractada.
Stricto sensu«En sentit estricte»
Sub conditione«Sota condició (que)»
Sub iudice«Sota el jutge» o «en mans del jutge», es diu de la qüestió que es troba en ple procés judicial.
Sui generis«Del seu propi gènere», sinònim de singular, particular, inclassificacle.
Suo tempore«En el seu temps»
SuperavitLiteralment «ha superat», es diu en economia quan els beneficis d'una empresa superen les despeses.
Supra«Més amunt», adverbi usat en llibres per citar fragments anteriors d'aquest. Oposat a infra, sol aparèixer combinat amb confer («vegeu»).
Sursum corda«Amunt els cors», fórmula litúrgica catòlica amb què es donen ànims als fidels.
Syllabus Errorumo amb el seu nom complet Syllabus complectens praecipuos nostrae aetatis errores (“Síl·labus general dels principals errors de la nostra època”) és una recapitulació de 80 idees que el papa Pius IX va definir vehementment com a heterodòxies. És considerat comunament com un libel contra la modernitat.

## T
Tabula rasa«tauleta de cera esborrada, sense inscripcions», refereix a les tauletes que s'utilitzaven als temps romans per escriure i que podien esborrar-se amb un moviment ràpid per tornar a ser en blanc.
Taceat in ecclesia mulier«que les dones callin a les assemblees» frase de la Primera carta als Corintis de Pau de Tars publicada l'any 54
Tam in onere, quam in honore«Tant en les càrregues i obligacions, com en els honors», citada a l'Arxiu de la Catedral de Barcelona, llibre de la visita al Deganat del Vallès, efectuada el 1682, full 22.
Tempus fugit«El temps s'escola», tòpic literari sobre la brevetat de la vida
Terminus ante quem«Terme abans del qual», en història, data abans de la qual se situa un esdeveniment de cronologia desconeguda.
Terminus post quem«Terme després del qual», en història, data després de la qual se situa un esdeveniment de cronologia desconeguda.
Tertium non datur«No es dona un tercer», «no hi ha una tercera possibilitat», cita de Ciceró.
Tertius gaudens«el tercer gaudeix», en conflictologia descriu la situació en la qual una tercera persona aprofita un conflicte entre dues altres.
Testes habet et bene pendentes«té testicles i ben penjants»
Timeo danaos et dona ferentes«temo els grecs fins i tot si porten obsequis», citació de Virgili, al·lusió al Cavall de Troia.
Timeo hominem unius libri«tem un home d'un sol llibre»
Totum revolutum«Tot regirat», confusió, desordre.
Transfert«traspassa» o «transfereix». Traspàs d'un jugador a un altre equip.
Translatio imperii«traspàs de l'imperi» teoria segons la qual el poder cultural i polític es transfereix «naturalement» d'Orient a Occident.
Tres faciunt collegium«Tres fan un col·legi», sentència de Justinià I segons la qual fan falta tres persones per formar una societat.
Tu quoque, fili mi«Tu també, fill meu», traducció al llatí de les paraules en grec que, segons algunes fonts, va dir Juli Cèsar al seu assassí Brutus.

## U
Ubi amici, ibi opes«On hi ha amics, allí hi ha riqueses», cita de Plaute.
Ubi amor, ibi dolor«On hi ha amor, allí hi ha dolor»
Ubi bene, ibi patria«On estem bé, allí tenim la pàtria», cita de Ciceró.
Ubi sunt«On són?», tòpic literari que parla del pas de la vida dels homes, famós sobretot per l'obra de Jorge Manrique
Ultima ratio regum«L'últim argument dels reis"
Una voce«Amb una sola veu, unànimement»
Unus flos non facit ver«Una flor no fa primavera»
Urbi et orbi«A la ciutat i al món». Fórmula utilitzada per les congregacions romanes o en les benediccions solemnes del Papa per a indicar que s'adrecen no solament a la ciutat de Roma, d'on el Papa és bisbe, sinó a tot el món catòlic.

## V
Vade retro«Torna enrere»
Vae victis!«Ai dels vençuts», paraules atribuïdes al cabdill gal Brennus, quan el seu poble va assaltar Roma (390 aC).
Vanitas vanitatum, et omnia vanitas«Vanitat de vanitats, i tot és vanitat», versicle procedent de l'Eclesiastès.
Varium et mutabile semper femina«La dona és quelcom variant i canviant», vers de l'Eneida de Virgili.
Veni, vidi, vici«He arribat, he vist, he vençut», frase amb què Juli Cèsar va anunciar la seva victòria sobre Farnaces II del Pont (47 aC).
Verba volant, scripta manent«Les paraules volen, els escrits romanen.»
 Vir caput mulieris«L'home és el cap de la dona», paraula de Pau de Tars
Vixerunt!«Han viscut», expressió eufemística atribuïda a Ciceró en sortir de la presó on havien executat alguns dels principals conjurats en la Conspiració de Catilina.
Vox populi, vox Dei«Veu del poble, veu de déu», rumor popular. Usat per fer referència que s'ha de respectar - o no - una cosa que està en boca de tothom.